# Parnassius simonius
Espèce
Parnassius simonius est une espèce d'insectes lépidoptères de la famille des Papilionidae, de la sous-famille des Parnassiinae et du genre Parnassius.

## Dénomination
Parnassius simonius a été décrit par Otto Staudinger en 1889.

### Nom vernaculaire
Parnassius simonius se nomme  Black-edged Apollo en anglais.

### Sous-espèces
- Parnassius simonius simonius
- Parnassius simonius grayi Avinoff, 1916
- Parnassius simonius nigrificatus Kreuzberg, 1986
- Parnassius simonius taldicus Gundorov, 1991[1].

## Description
Parnassius simonius est un papillon blanc veiné de gris et largement marqué de gris et de noir avec aux ailes postérieures une bande gris foncé à noire le long du bord interne.

## Biologie

### Période de vol et hivernation
Parnassius simonius vole de juillet.

### Plantes hôtes
Les plantes hôtes seraient Lagotis decumbens et Veronica luetkeana.

## Écologie et distribution
Parnassius simonius est présent au Pamir et dans les monts Alaï au Kirghizistan.

### Biotope
Parnassius simonius réside en haute montagne entre 3 400 m et 4 500 m.